# 2008年10月

## 10月31日
- 英国东安格利亚大学的教授在《自然》杂志上发表研究报告，提供证据证明南极洲也受到人类活动带来的全球暖化效应的影响。BBC（页面存档备份，存于）

## 10月30日
- 印度东北部的阿萨姆邦发生13起连环爆炸案，导致至少76人死亡，300多人受伤。新华网 Archive.today的存檔，存档日期2013-04-29BBC中文网（页面存档备份，存于）
- 美国达美航空公司宣布以26亿美元收购西北航空公司，合并后的新公司将成为全球规模最大的航空公司。人民网（页面存档备份，存于）

## 10月29日
- 巴基斯坦俾路支省首府奎达附近发生里氏6.5级地震，造成至少160人死亡。凤凰网（页面存档备份，存于）新华网（页面存档备份，存于）
- 据初步计票结果显示，马尔代夫民主党总统候选人纳希德在28日举行的第二轮总统选举中击败现任总统、人民党总统候选人加尧姆，将成为新一任总统。新华网（页面存档备份，存于）
- 索马里兰首府哈尔格萨和索马里巴里州首府博萨索同时发生5起自杀式汽车炸弹爆炸袭击，造成至少26人死亡。新华网（页面存档备份，存于）
- 印度棋手阿南德在德国波恩举行的2008年国际象棋世界冠军对抗赛中以6.5比4.5的总比分战胜俄罗斯棋手克拉姆尼克，成功卫冕世界冠军。新浪网（页面存档备份，存于）
- 国家联盟冠军费城人队以4比1的总比分击败美国联盟冠军坦帕湾光芒队，获得美国职业棒球大联盟2008年世界系列赛的总冠军。新华网 Archive.today的存檔，存档日期2013-04-28

## 10月27日
- 中國大陸海峽兩岸關係協會，致函台灣海峽交流基金會，為台灣媒體所稱「毒奶粉事件」，正式向台灣的消費者與廠商道歉。中時新聞網BBC中文網（页面存档备份，存于）中廣新聞網[]
- 联合国维和部队在刚果民主共和国东部的北基伍省向恩孔达领导的反政府军发动攻击，以阻止他们接近戈马市。美国之音中文网北青网

## 10月26日
- 以色列执政党前进党主席、外交部长利夫尼宣布，组建联合政府的努力失败，已向总统佩雷斯建议提前举行议会选举。新华网
- 驻伊拉克的美国军队的4架直升机入侵叙利亚阿布凯马勒（Abu Kamal）领空并向一幢建筑物发动袭击，造成8人死亡。新华网（页面存档备份，存于）

## 10月25日
- 也门东部哈德拉毛省和马哈拉省受一股印度洋热带气旋的影响，造成洪水灾害，仅哈德拉毛省就至少有64人死亡。 新华网（页面存档备份，存于）新华网 Archive.today的存檔，存档日期2013-04-28
- 台灣人民由於抗議馬英九政府政績不理想以及過度向中國傾斜，泛綠陣營於今日舉辦號稱有五十萬人的1025反黑心顧台灣大遊行。民進黨

## 10月24日
- 第七届亚欧首脑会议在北京开幕。本次会议以“对话合作，互利共赢”的主题，45个亚欧会议成员的国家元首、政府首脑、地区组织领导人和代表出席开幕式。人民网 新华网（页面存档备份，存于）
- 冰岛政府宣布，与国际货币基金组织原则上达成协议，在未来两年紧急借贷21亿美元，拯救受金融危机重创的经济。BBC中文网（页面存档备份，存于）

## 10月23日
- 欧洲议会宣布，将2008年度萨哈罗夫奖授予中国环境保护和艾滋病维权人士胡佳。中國外交部發言人秦剛說，中方在人權問題的立場明確，反對以人權問題干涉別國內政。秦剛又說，將人權獎頒給一個罪犯，是對中國司法主權的干涉，亦是對人權的不尊重。中方對歐盟方面提出嚴正交涉。华尔街日报（页面存档备份，存于）
- 欧盟专员米歇尔与古巴外长罗克在哈瓦那签署合作协议，恢复关系正常化。BBC中文网（页面存档备份，存于）
- 美洲开发银行（Inter-American Development Bank）宣布，中国将成为这家银行第48个成员。这将进一步增进中国与拉丁美洲和加勒比地区的经贸关系。新华网（页面存档备份，存于）

## 10月22日
- 印度空间研究组织在斯里赫里戈达岛萨迪什·达万航天中心用一枚极地卫星运载火箭将印度首个月球探测器月船1号（英語：Chandrayaan-1）发射升空。新华网（页面存档备份，存于）中央社（页面存档备份，存于）

## 10月21日
- 泰国最高法院就前总理他信涉嫌非法购地案进行缺席宣判，判处他信有期徒刑两年。新华网（页面存档备份，存于）
- 海協會副會長張銘清於參觀台南市孔廟時遭台南市議員王定宇率眾抗議並被推擠跌傷。壹蘋果網路

## 10月20日
- 韓國首都首爾一名失業半年的釋囚，在江南區租住的公寓房間縱火，再用刀狂砍逃生住客，最少6人死亡，包括兩名中國女子，另有7人重傷。蘋果日報

## 10月19日
- 2008年美國總統選舉：前國務卿科林·鮑威爾宣佈支持民主黨的候選人巴拉克·奧巴馬。路透社（页面存档备份，存于）

## 10月18日
- 美國總統小布希與歐洲委員會主席巴羅佐和法國總統薩科齊討論召開全球峰會，以解決金融危機。紐約時報 （页面存档备份，存于）

## 10月17日
- 联合国大会投票选出2009－10年度安理会非常任理事国，日本、土耳其、奥地利、墨西哥和乌干达当选。BBC中文网（页面存档备份，存于） 国际在线（页面存档备份，存于）
- 美国科学家在《科学》杂志上发表研究成果，在对1953年米勒-尤列实验遗留下来的原始化学样品中，新发现生成的10种氨基酸，并表明闪电和火山喷发很可能促进了地球早期生命的起源。网易

## 10月16日
- 杜瓊斯指數錄得1987年股災以來最大的單日最大跌幅，收8577點，跌733點。華爾街日報（页面存档备份，存于）
- 紐約期油跌穿75美元，報74.54美元。是2007年8月31日以來的最低。華盛頓郵報（页面存档备份，存于）
- 阿塞拜疆中央选举委员会的初步计票显示，现任总统阿利耶夫在15日举行的总统选举中获胜，将获得连任。新华网（页面存档备份，存于）

## 10月15日
- 泰国和柬埔寨军队在有领土争议的柏威夏寺附近边境发生交火，造成柬埔寨军队2人死亡、2人受伤，泰国军队5人受伤、10人被俘。中国新闻网（页面存档备份，存于）新华网（页面存档备份，存于）
- 俄罗斯和格鲁吉亚的高级官员自爆发战争冲突以来首次面谈，就南奥塞梯和阿布哈兹这两个分裂地区的问题展开磋商。BBC中文网（页面存档备份，存于）

## 10月14日
- 中国和俄罗斯在黑瞎子岛举行两国国界东段界桩揭幕仪式，俄罗斯将黑瞎子岛西半部的主权移交给中国。新华网（页面存档备份，存于）BBC中文网（页面存档备份，存于）
- 加拿大保守党获得当天举行的第40届国会选举的胜利，将组成一个少数派政府，现任总理、保守党领袖哈珀获得连任。中国新闻网（页面存档备份，存于）

## 10月13日
- 瑞典皇家科学院宣布，将2008年诺贝尔经济学奖授予美国经济学家保罗·克鲁格曼。新华网（页面存档备份，存于）
- 欧元区法国、德国、西班牙、荷兰和奥地利等国政府均推出了针对金融危机的银行拯救计划，总金额达1.3万亿欧元。新华网（页面存档备份，存于）

## 10月12日
- 欧元区15国在法国巴黎举行一次特别峰会，试图协调欧洲对全球信贷危机的反应。BBC中文网（页面存档备份，存于）

## 10月11日
- 美国国务院宣布把朝鲜从“支持恐怖主义国家”名单中除名，理由是美国和朝鲜在朝鲜核设施验证问题上达成协议。BBC中文网（页面存档备份，存于）新华网
- 俄罗斯车臣共和国发生里氏6.3级地震，造成至少13人死亡和105人受伤。联合新闻网（页面存档备份，存于）星洲日报[]

## 10月10日
- 挪威诺贝尔委员会宣布，将2008年诺贝尔和平奖授予芬兰前总统马尔蒂·阿赫蒂萨里。BBC中文网（页面存档备份，存于）
- 全球股市普遍暴跌，东京股市日经平均指数、香港股市恒生指数、新加坡股市海峡时报指数、伦敦股市金融时报100指数、巴黎股市CAC40指数、法兰克福股市DAX指数等跌幅均超过5%。BBC中文网1（页面存档备份，存于） BBC中文网2（页面存档备份，存于） 中国新闻网新华网（页面存档备份，存于）
- 美國康乃狄克州最高法院裁定同性戀伴侶有權在該州結婚。CNN（页面存档备份，存于）
- 2008年美國總統選舉：共和黨副總統候選人、阿拉斯加州州長薩拉·佩林被州議會的一個調查委員會裁定其企圖解雇任州警的前妹夫屬濫權。紐約時報

## 10月9日
- 瑞典学院宣布，将2008年诺贝尔文学奖授予法国作家克莱齐奥。诺贝尔基金会网站（页面存档备份，存于） 新华网（页面存档备份，存于）
- 黑山和馬其頓承認科索沃獨立，使承認該塞爾維亞自治省獨立的國家達到50個。國際先驅論壇報（页面存档备份，存于）

## 10月8日
- 瑞典皇家科学院宣布，日本科学家下村脩、美国科学家沙尔菲和美籍华裔科学家钱永健因在发现和研究绿色荧光蛋白方面做出贡献而获得2008年诺贝尔化学奖。新华网（页面存档备份，存于）
- 美联储、欧洲央行、英格兰银行、加拿大央行、瑞典银行、瑞士国家银行等全球主要经济体中央银行联合降低利率应付金融危机。中国人民银行、香港金融管理局、阿联酋中央银行也在同日宣布降息。和讯网（页面存档备份，存于） 中国新闻网（页面存档备份，存于）新华网（页面存档备份，存于）新华网（页面存档备份，存于）
- 烏克蘭總統尤先科宣佈解散國會。路透社（页面存档备份，存于）

## 10月7日
- 瑞典皇家科学院宣布，美籍日裔科学家南部阳一郎因发现亚原子物理学中的自发对称性破缺机制，日本科学家小林诚、益川敏英因发现对称性破缺的起源而获得2008年诺贝尔物理学奖。BBC中文网（页面存档备份，存于）新华网（页面存档备份，存于）
- 冰島總理蓋爾·希爾馬·哈爾德警告冰島正面臨「全國破產」的危機，接管第二大銀行——冰島國家銀行（Landsbanki Islands），並且向俄羅斯尋求貸款40億歐元。冰島已經在9月30日把第三大銀行格里特利爾銀行（Glitnir）收歸國有。聯合理財網：經濟日報今日新聞（页面存档备份，存于）
- 小行星2008 TC3在苏丹上空进入地球大气层，成为一颗流星，这是天文学家首次对小行星撞击地球做出提前预报。新华网（页面存档备份，存于）人民网（页面存档备份，存于）

## 10月6日
- 瑞典卡罗林斯卡医学院宣布，德国科学家豪森因发现人乳头状瘤病毒，法国科学家巴尔－西诺西和蒙塔尼因发现人类免疫缺陷病毒而获得2008年诺贝尔生理学或医学奖。新华网（页面存档备份，存于）
- 中国西藏自治区拉萨市当雄县发生里氏6.6级地震，造成至少9人死亡，19人受伤。腾讯网（页面存档备份，存于）新华网（页面存档备份，存于）新华网 Archive.today的存檔，存档日期2012-07-14
- 欧洲各国政府在周末采取的救市措施未能恢复市场信心，导致全球股市狂跌。BBC中文网（页面存档备份，存于）
- 因不满政府与资方未能正视经济危机造成购买力下降的事实，比利时三大工会组织发动各行业进行一整天的全国性罢工行动，国家陷入了全面瘫痪。人民网

## 10月5日
- 德国财政部达成挽救德国最大的借贷银行之一许珀不动产银行（Hypo Real Estate）的协议。BBC中文网（页面存档备份，存于）
- 吉尔吉斯斯坦南部地区和中国新疆维吾尔自治区乌恰县同时发生里氏6.6级和6.8级地震，造成吉尔吉斯斯坦至少72人死亡。BBC中文网（页面存档备份，存于）新华网（页面存档备份，存于）

## 10月4日
- 法国、英国、德国和意大利四国领导人在巴黎举行小型峰会。与会领导人会后承诺援助金融机构，协调各国救市行动。人民网 BBC中文网（页面存档备份，存于）

## 10月3日
- 美国国会众议院以263票赞成171票反对投票通过经过修改的总额达7000亿美元的金融救援方案，此前在10月1日，美国参议院已通过该份方案。在获国会参、众议院通过後，美国总统小布希随即签署该份方案。中国新闻网[]新华网（页面存档备份，存于）新华网（页面存档备份，存于）

## 10月2日
- 2008年美國總統選舉：兩位副總統候選人祖·拜登和薩拉·佩林進行了唯一一場電視辯論。美國廣播公司（页面存档备份，存于）

## 10月1日
- 俄罗斯最高法院裁决俄国的最后一代王室，沙皇尼古拉二世以及他的家人是政治镇压的受害者，应该恢复他们的名誉。BBC中文网（页面存档备份，存于） 凤凰资讯（页面存档备份，存于）
- 欧盟驻格鲁吉亚观察团正式开始行使职能，以监督格鲁吉亚与俄罗斯的停火以及俄罗斯的撤军行动。 新华网（页面存档备份，存于） BBC中文网（页面存档备份，存于）
- 美国国会参议院以86票赞成13票反对投票通过美国和印度签署的民用核能源合作协议。新华网（页面存档备份，存于）